# Lobelia alticaulis
Lobelia alticaulis là loài thực vật có hoa trong họ Hoa chuông. Loài này được Proctor mô tả khoa học đầu tiên năm 1967.